# Claude Prosdocimi
Claude Prosdocimi est un footballeur et entraîneur français né le 11 juillet 1927 à Campiglia dei Berici (Italie) et décédé le 14 décembre 2016 à Martigues (Bouches-du-Rhône). 

## Biographie
Porteur du maillot rouge et blanc entre 1946 et 1955, Claude Prosdocimi, dit Prodo, évolue dans l’ombre des Raymond Kopa, Michel Hidalgo ou Robert Jonquet. Resté amateur et jouant le plus souvent en équipe réserve, il a fait quelques apparitions avec l'équipe professionnelle (13 matches et 4 buts inscrits en Division 1).
Il a ensuite été entraîneur dans les années 1960, d'équipes de jeunes du Club champenois; il a également dirigé l'équipe première à deux reprises, assurant deux interim à la suite des départs de Robert Jonquet (avril à juin 1967) et Pierre Flamion (janvier à juin 1979).
Recordman du nombre de licence au club rémois, il a cumulé son activité footballistique avec une autre profession, celle d’éducateur sportif. Homme d'un seul club, il était réputé pour être « La mémoire Rouge et Blanche » et a été le trait d’union entre deux générations, portant les valeurs du jeu à la rémoise.

## Palmarès
- Champion de France amateur en 1948 avec le Stade de Reims
- Vainqueur de la Coupe Drago en 1954 avec le Stade de Reims
- Champion de France Division 1 en 1955 avec le Stade de Reims